# Milford, Michigan
Milford är en ort (village) i Oakland County i Michigan. Vid 2010 års folkräkning hade Milford 6 175 invånare.